# Občanský sňatek
Občanský sňatek (rovněž také sňatek civilní) je forma sňatku, která probíhá před představitelem veřejné moci a v přítomnosti matrikáře. Od občanského sňatku odlišujeme sňatek církevní, který se uskutečňuje před osobou pověřenou oprávněnou církví nebo náboženskou společností.

## Historie
Roku 1870 byl v Čechách povinný civilní sňatek u bezvěrců a u příslušníků státem neuznaných církví. Roku 1919 byla v Československu zavedena fakultativní možnost výběru mezi civilní formou sňatku či církevní. Původní návrh zákona dokonce neumožňoval církevní sňatek, což se ale nepodařilo prosadit.

## Občanský sňatek v České republice
Právní úprava vzniku civilního i církevního manželství je obsažena v § 656–676 občanského zákoníku.
Občanský sňatek spočívá v prohlášení muže a ženy o tom, že spolu vstupují do manželství před příslušným obecním úřadem, který je pověřen vést matriku. Lze tak učinit i v případě, pokud daný obecní úřad matriku nevede; obřadu však musí být přítomen zaměstnanec místně příslušného matričního úřadu. Představitelem orgánu veřejné moci, který sňatečný obřad vede a snoubence oddává, je starosta, místostarosta nebo jiná osoba touto činností pověřená (např. člen zastupitelstva obce nebo městské části). Občanský sňatek má proběhnout na místě, které je přímo určeno pro konání slavnostních obřadů a to nejlépe u matričního úřadu, který je příslušný dle místa trvalého bydliště alespoň jednoho ze snoubenců. Se souhlasem matričního úřadu jej lze provést kdekoli.

### Formální kroky před uzavřením sňatku
K tomu, aby mohl proběhnout svatební obřad, je důležité učinit několik následujících kroků:
- zkontrolovat si veškeré potřebné doklady,
- navštívit matriku příslušného úřadu,
- zvolit formu sňatku (občanský/církevní) a
- vyplnit žádost o uzavření manželství.

### Doklady potřebné k uzavření sňatku
- rodný list,
- občanský průkaz nebo cestovní pas,
- pravomocný rozsudek o rozvodu předchozího manželství (jde-li o druhý sňatek),
- v případě vdovy (vdovce) úmrtní list zemřelého manžela (manželky),
- ověřené a úředně přeložené doklady, pokud je jeden ze snoubenců cizí státní příslušník a
- v případě, že se snoubenci chtějí brát na jiném místě, než ke sňatečnému obřadu určeném, je třeba povolení k uzavření manželství mimo stanovenou dobu nebo mimo obřadní místnost.

### Uzavření manželství v zastoupení
Existují-li důležité a závažné důvody pro které by se jeden ze snoubenců nemohl zúčastnit obřadu, může dle § 669 občanského zákoníku příslušný krajský úřad na žádost snoubenců povolit, aby projev vůle jednoho ze snoubenců o vstupu do manželství za něj učinil jeho zmocněnec. Uzavření manželství způsobem, kdy by oba snoubenci byli zastoupeni, občanský zákoník neumožňuje.
Zmocněncem může být pouze zletilá fyzická osoba, která je plně svéprávná. K žádosti o povolení uzavřít manželství zmocněncem je nutné předložit standardní doklady potřebné k uzavření sňatku a písemnou plnou moc s ověřeným podpisem, která obsahuje následující:
- údaje osvědčující totožnost a další rozhodné skutečnosti týkající se obou snoubenců a zmocněnce (jméno, příjmení, rodné příjmení, datum a místo narození, rodné číslo a místo trvalého pobytu),
- prohlášení o příjmení manželů a jejich společných dětí v mužském a ženském tvaru,
- prohlášení, že snoubencům nejsou známy překážky, které by jim bránily uzavřít manželství, že navzájem znají svůj zdravotní stav a že zvážili uspořádání budoucích majetkových poměrů, svého bydlení a hmotné zajištění po uzavření manželství.

Udělenou plnou moc je možné odvolat. Odvolání bude účinné jen tehdy, dozví-li se o něm druhý snoubenec dříve, než učiní svůj sňatečný projev vůle.

### Úkony nutné po uzavření manželství
Po uzavření manželství je třeba vyzvednout si v co nejkratší době oddací list (8 pracovních dnů), který je nutný pro vyřízení nových dokladů.
Občanský průkaz mění oba manželé. Cestovní pas, řidičský průkaz, průkaz pojištěnce a další průkazy se jménem mění ten z manželů, který se rozhodl pro změnu příjmení.

### Uzavření manželství státního občana České republiky s cizincem na území České republiky
Základní informace o uzavření sňatku s cizincem jsou stejné jako při uzavření sňatku dvou občanů České republiky. Jsou zde potřeba i stejné doklady. Pokud ovšem jsou doklady vystavené orgány cizího státu, musí být opatřeny potřebnými ověřeními, pokud mezinárodní smlouva, kterou je Česká republika vázána, nestanoví jinak. Tyto doklady musí být přeložené do českého jazyka.
Ten ze snoubenců, který je cizí státní příslušník, musí matričnímu úřadu předložit potvrzení o oprávnění k pobytu na území ČR, a to ještě před uzavřením sňatku. Potvrzení vydává Ministerstvo vnitra České republiky. Potvrzení nesmí být starší 7 pracovních dnů. Potvrzení o oprávnění k pobytu nepotřebuje občan Evropské unie nebo pro občan jiného smluvního státu dohody o Evropském hospodářském prostoru.
Při uzavření manželství mezi snoubenci, z nichž jeden je cizím státním příslušníkem, je stanoven správní poplatek ve výši 2.000 Kč.
Pokud ten ze snoubenců, který je cizincem, nerozumí nebo nemluví česky, je povinností zajištění tlumočníka na vlastní náklady. Bez tlumočníka nelze prohlášení o uzavření manželství provést. Tlumočník může být jmenován ministrem spravedlnosti nebo předsedou krajského soudu nebo si ho mohou snoubenci zvolit sami. V takovém případě musí tlumočník složit slib do rukou matrikáře. Tlumočník podepisuje protokol o uzavření manželství.

## Civilní sňatek ve světě
Jak informoval časopis Dingir, Stát Izrael je v současnosti pravděpodobně jediným státem světa, jehož právo neumožňuje civilní sňatek.